# NSB Type 15
Die norwegischen Dampflokomotiven der Type 15 wurden zwischen 1896 und 1901 von Thunes mekaniske verksted in Oslo, Hamar Jernstøberi in Hamar, der Schweizerischen Lokomotiv- und Maschinenfabrik in Winterthur, der Sächsischen Maschinenfabrik Hartmann in Chemnitz, Dübs and Company in Glasgow und Nylands mekaniske verksted in Oslo in 16 Exemplaren in verschiedenen Ausführungen für Norges Statsbaner gebaut. Drei Lokomotiven wurden aus Type 11a und Type 11b umgebaut.
Die gelieferten Nassdampf-Verbunddampflokomotiven waren mit einer Walschaerts-Steuerung ausgestattet.

## Geschichte
Die Type 15 war eine Weiterentwicklung der NSB Type 11. Während die 11 in der Ursprungsausführung eine Nassdampflokomotive mit einem zweiachsigen Tender war, erhielt die 15 einen dreiachsigen Tender. In späteren Jahren wurde sie als NSB Type 21 erneut verfeinert.
Es waren allesamt Güterzuglokomotiven, die aber mit dem Durchmesser der Antriebsräder von 1.448 mm für Personenzüge mit mittlerer Geschwindigkeit gut eingesetzt werden konnten. Die Lokomotiven waren leicht und deshalb auf Nebenstrecken besonders weit verbreitet. Bis zum Ersten Weltkrieg kamen sie zudem auf Hauptstrecken zum Einsatz.

## Umbauten
Die Lokomotiven entstanden zu einer Zeit, in der im technischen Bereich laufend Fortschritte erzielt wurden. Dies hatte zur Folge, dass einige der Lokomotiven mehrmals in ihrer Dienstzeit umgebaut und in neue Unterbaugruppen einsortiert wurden. Im Laufe der Jahre wurden die meisten in Heißdampflokomotiven umgebaut. Bei weiteren Umbaumaßnahmen wurde auf das Verbundtriebwerk verzichtet, wodurch erneut zusätzliche Unterbauarten entstanden. Zudem erhielten drei Lokomotiven der Type 11 dreiachsige Tender und wurden danach als Type 15 (d, f und h) bezeichnet. Die Lieferungen umfassten fünf Stück 15a, eine 15b und zehn 15c, alle weiteren Unterbaureihen entstanden durch Umbauten.

### NSB Type 15a
Bauart: 1'C-3 n2v:
Als Baumuster wurde 15a 60 bereits 1896 von Dübs and Company geliefert. 1898 erhielt die Lok die neue Nummer 15a 105. Es folgten 1899 die Lokomotiven mit den Nummern 15a 106 und 15a 121, die aus Deutschland geliefert wurden. Die dritte Serie waren die Nummern 15a 122 und 15a 123 von Nyland. Die 15a 123 wurde 1924 und die 15a 122 1928 in die Unterbaureihe 15f umgebaut.

### NSB Type 15b
Bauart: 1'C-3 n2v:
Die von Dübs gelieferte 15b 104 wurde am 2. Februar 1899 in Betrieb genommen. Sie war die einzige Lok dieser Bauart und wurde im März 1921 in Type 15d,  eine Heißdampflokomotive mit Verbundtriebwerk, umgebaut.

### NSB Type 15c
Bauart: 1'C-3 n2v:

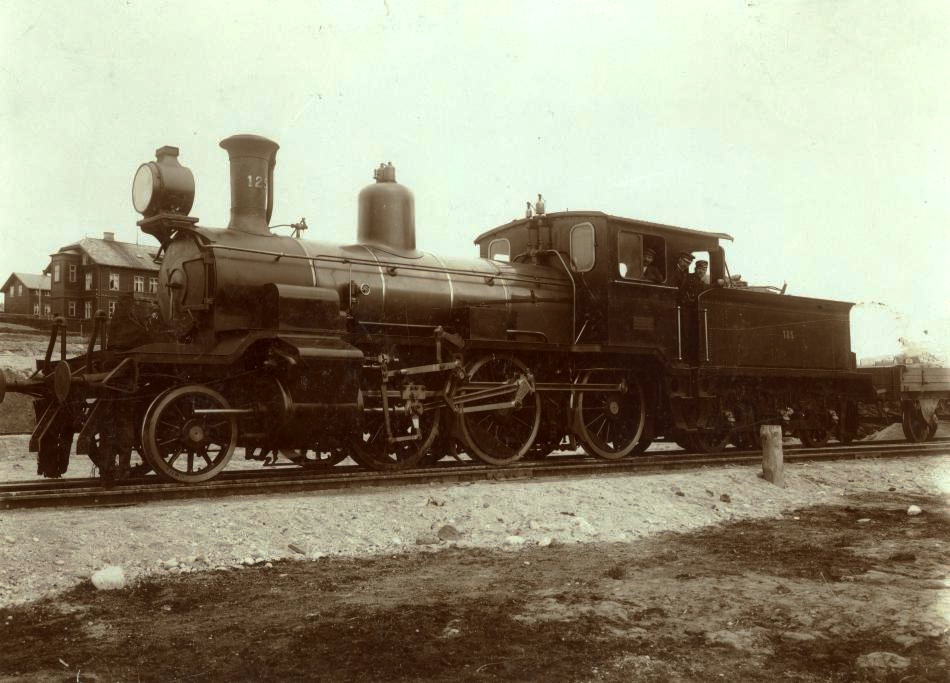
NSB 15c 125

Diese zehn Nassdampfverbundlokomotiven wurden 1901 und 1902 angeliefert und in Betrieb genommen. Damit endete die Lieferung der Type 15.
Die 15c 110, 125, 126, 127, 139, 141 und 143 blieben bis zur Ausmusterung zwischen 1935 und 1950 im Originalzustand. Die letzte Betriebslok war 15c 110, die am 2. Juni 1950 ausgemustert wurde.
Aus der 15c 142 entstand 1922 die Heißdampf-Verbundvariante mit der Bauart 1'C-3 h2v und der Betriebsnummer 15e 142, 1923 folgte 15c 124 als neue 15e 124 und erst 1940 wurde die 15c 140 in die 15e 140 umgebaut.

### NSB Type 15d
Bauart 1'C-3 h2v:
In diese Baureihe wurde die im März 1921 aus der 15b 104 entstandene 15d 104 und die im November 1931 aus der 11f 83 entstandene 15d 83 einsortiert. Die 15d 83 wurde im November 1941 erneut in die Bauart 1'C-3 h2 ohne Verbundtriebwerk mit der Nummer 15f 83 umgebaut.
15d 104 wurde am 9. November 1935 ausgemustert.

### NSB Type 15e
Bauart 1'C-3 h2v:
Die aus den 15c 124, 15c 140 und 15c 142 entstandenen Lokomotiven 15e 124, 15e 140 und 15e 142 wurden allesamt erneut umgebaut: aus 15e 124 entstand 1929 die 15g 124, aus 15e 140 1927 die 15f 140 und aus der 15e 142 1928 die 15f 142, allesamt nun ohne Verbundtriebwerk. Die Lok 140 wurde 1955 und die 142 1952 ausgemustert.
Die 15g 124 wurde 1932 ebenfalls in die Baureihe 15e umgebaut, sie wurde am 28. Mai 1954 ausgemustert.

### NSB Type 15f
Bauart 1'C-3 h2:
Die 15a 122 wurde 1928 und 15a 123 1924 zur 15f 122 und 15f 123, 15g 124 wurde 1932 in die 15f 124 umgebaut. Aus 15e 140 wurde 1927 die 15f 140 und aus der 15e 142 1928 die 15f 142. Alle Lokomotiven verloren bei diesen Umbauten ihr Verbundtriebwerk. 15d 83, die vormalige 11f 83 wurde im November 1941 in die Bauart 1'C-3 h2 ohne Verbundtriebwerk mit der Nummer 15f 83 umgebaut. Diese war als letzte der Serie bis zum 6. September 1956 im Einsatz.

### NSB Type 15g
Bauart 1'C-3 h2:
Die 1929 aus 15e 124 entstandene 15g 124 wurde 1932 in die 15f 124 umgebaut.

### NSB Type 15h
Bauart 1'C-3 h2:
Durch den Ersatz des zweiachsigen Tenders der Lokomotiven 11e 64 und 11e 65 durch einen dreiachsigen Tender entstanden die 15h 64 und 15h 65, die bis 1935 und 1947 im Einsatz blieben.

## Einsatz bei Norges Statsbaner
Die für die Hell–Sunnanbanen bestellte 15c 125 wurde direkt ab Werk im Februar 1902 an die Ofotbane geliefert. Als Leihgabe des NSB-Distrikts 4 (Trondheim) fuhr sie den norwegischen Zug zur Feier der Vereinigung des norwegischen und des schwedischen Teils der Strecke Kiruna–Narvik–Fagernes am 15. November 1902 nach Riksgrensen.